# David Cryer
Donald David Cryer (Evanston, 8 marzo 1936) è un attore statunitense.

## Biografia
Nato ad Evanston da Pauline Spitler e Donald Walter Cryer. Nel 1958 si laureò in storia alla DePauw University, proseguendo poi con gli studi religiosi a Yale e venendo ammesso alla scuola di legge dell'Università di Harvard. Dopo l'immatricolazione però abbandonò gli studi magistrali per intraprendere la carriera attoriale, incominciata nell'estate 1959 con il musical Oklahoma!. Nel 1960 fece il suo debutto a New York nel musical The Fantasticks e dopo quasi un decennio trascorso sulle scene dell'Off Broadway, nel 1969 fece il suo debutto a Broadway con il musical Come Summer, per cui vinse il Theatre World Award. Nel 1966, intanto, fu uno dei soci fondatori dell'American Conservatory Theater, nato a Pittsburgh e poi trasferito a San Francisco. Poche settimane dopo il debutto a Broadway vi tornò con il musical 1776, in cui interpretava Thomas Jefferson. Tre anni più tardi fu invece candidato all'Obie Award per la sua interpretazione in The Making of Americans.
Nel corso degli anni settanta recitò nei musical di Broadway Ari e The Desert Song, mentre tra il 1980 e il 1983 interpretò Juan Peron nel musical Evita per oltre mille rappresentazioni. Dopo i tre anni consecutivi a Broadway con Evita, Cryer si dedicò con successo al teatro regionale e ai musical di Stephen Sondheim: interpretò l'eponimo protagonista in Sweeney Todd alla Michigan Opera nel 1984, oltre ad aver interpretato il Giudice Turpin nello stesso musical a Detroit (1982) e Pittsburgh (1990); nel 1986 fu invece Fredrik in A Little Night Music a Filadelfia con Ron Raines e Hugh Panaro. Nel 1988 tornò a Broadway con la prima statunitense del musical Chess, prima di intraprendere una tournée di The Sound of Music nel ruolo del capitano von Trapp. Dal 1993 al 2006 ha interpretato Monsieur Firmin nel tour statunitense di The Phantom of the Opera e, dopo aver ricoperto il ruolo per tredici anni consecutivi, tornò a recitare lo stesso personaggio anche a Broadway dal 2006 al 2011; in totale, Cryer ha interpretato Firmin per oltre 7500 rappresentazioni. Apprezzato cantante, ha cantato il ruolo principale del celebrante nella Messa di Leonard Bernstein in sei occasioni - più di ogni altro artista - in prestigiose sedi come la Metropolitan Opera House e il Kennedy Center.

## Vita privata
Cryer è stato sposato con Gratchen Kriger dal 1958 al 1971 e la coppia ha avuto due figli: Robin Cryer Hyland e l'attore Jon Cryer. Dal 1973 è sposato con la ballerina Margaret Elizabeth "Britt" Swanson Cryer, da cui ha avuto i quattro figli Rachel, Daniel, Carolyn e Bill.

## Filmografia parziale

### Cinema
- Fuga da Alcatraz (Escape from Alcatraz), regia di Don Siegel (1979)
- American Gigolò, regia di Paul Schrader (1980)
- New York Stories, episodio Lezioni dal vero, regia di Martin Scorsese (1989)

### Televisione
- Dark Shadows – soap opera, 1 puntata (1967)
- Where the Heart Is – serie TV, 4 episodi (1971-1973)
- Il mago (The Magician) – serie TV, 1 episodio (1974)
- Barnaby Jones – serie TV, 1 episodio (1975)
- Wonder Woman – serie TV, 1 episodio (1976)
- Dallas – serie TV, 2 episodi (1980)
- La valle dei pini (All My Children) – soap opera, 1 puntata (1984)
- Così gira il mondo (As the World Turns) – soap opera, 25 puntate (1985-1990)
- Spenser (Spenser: For Hire) – serie TV, 1 episodio (1988)
- Law & Order - I due volti della giustizia (Law & Order) – serie TV, 2 episodi (1991)

## Doppiatori italiani
Nelle versioni in italiano delle opere in cui ha recitato, David Cryer è stato doppiato da:
- Ambrogio Colombo in Law & Order - I due volti della giustizia